# Auki
Auki è un centro abitato delle isole Salomone, situato nella provincia di Malaita, della quale è il capoluogo.